# Palazzo Dolfin Compostella
Il palazzo Compostella di Sanguinetto, già Dolfin, è un edificio di Crema.

## Storia
Lungo l'antica Contrada di Porta Ripalta, l'odierna via Giacomo Matteotti, a lato di Palazzo Freri Cappellazzi si apre un vicolo che oggi prende lo stesso nome della strada principale ma in antico noto come Cantone dell'Abbazia in fondo alla quale sorgeva la sede nominale dell'Abbazia del Cerreto.
I padri Cistercensi possedevano circa 39 mila pertiche di terreno delle quali la maggior parte, tra le 25 mila e le 28 mila pertiche, si trovavano nel territorio cremasco soggetto alla Repubblica di Venezia.
La Serenissima ostacolava il trasferimento di denaro al di fuori dei suoi confini per cui i monaci nella seconda metà del XVI secolo costituirono con i fondi cremaschi la dote per fondare la abbazia di San Bernardo in Borgo San Pietro. 
La filiazione cremasca, tuttavia, andò incontro a difficoltà di gestione per cui diedero le terre e i possedimenti in affitto perpetuo (enfiteusi) al nobile Nicolò Dolfin, podestà di Crema tra il 1584 ed 1585, in cambio di una rendita annua di 28 mila lire venete.

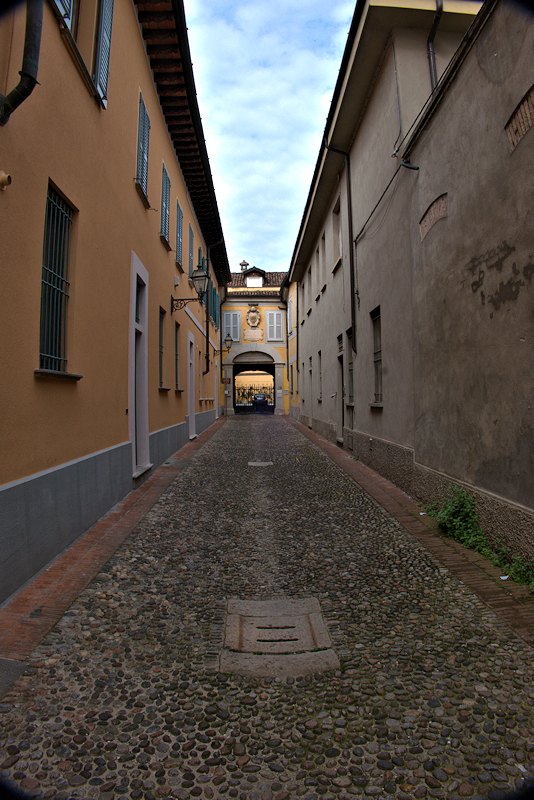
Il vicolo laterale di via Giacomo Matteotti, un tempo denominato Canton dell'Abbazia.

Tra le proprietà ve n'era una denominata Badia collocata nella parrocchia di San Giacomo che essa stessa passò tra i beni concessi in enfiteusi al Dolfin con atto del 19 novembre 1587 redatto dal notaio Antonio Callegarini.
Nel 1593 per la somma di 700 lire imperiali Nicolò Dolfin acquistò dallo stesso monastero due piccole proprietà confinanti con atto redatto dal notaio Aurelio Piosna. Dopo questa data ed entro il 1619 (anno della scomparsa) queste abitazioni furono abbattute e venne costruita l'attuale dimora.
Il testamento del nobile Dolfin prevedeva l'istituzione di un priorato sui possedimenti dell'abbazia e l'assegnazione di una rendita agli ospedali veneziani dei Santi Giovanni e Paolo e dei Mendicanti.
Alla scomparsa del Dolfin scoppiò una lite ereditaria tra i familiari dell'ex podestà e la famiglia Contarini la cui vicenda giudiziaria portò nel 1629 all'assegnazione dei beni abbaziali a quest'ultima, inclusa la fabbrica in oggetto; tuttavia, quasi un secolo dopo, nel 1723, sull'istanza di Giovanni, Marc'Antonio e Gaspare Dolfin fu aperto un nuovo iter processuale che ribaltò la precedente sentenza; così nel 1725 fu intimato ai Contarini di restituire ai Dolfin i possedimenti, le note, i libri mastri, le ricevute e ogni altra carta pubblica e privata. 
Né i Dolfin né i Contarini, ad ogni modo, appaiono nello Stato d'anime della parrocchia di San Giacomo poiché risiedevano stabilmente a Venezia .
L'abbazia di Cerreto fu soppressa dalla Repubblica Cisalpina nel 1798; l'enfiteusi fu posta in  vendita e acquistata per un terzo ciascuno dalla Comunità di Domodossola per legato del nobile Giacomo Mellerio, dal nobile Antonio Gargantini e dalla nobile famiglia Borgazzi; i nuovi proprietari del legato affrancarono i Dolfin per la somma di 300 mila lire.

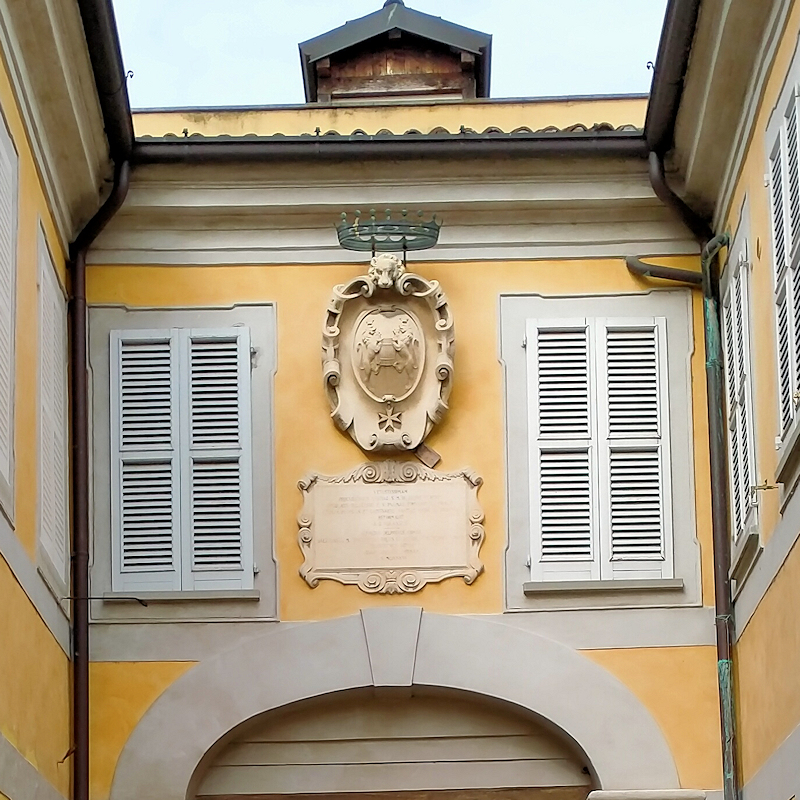
Lo stemma Compostella sopra l'ingressoː Di rosso al tino o moggio di grano accostato da due leoni controrampanti e coronata d'oro.

Nel 1880 Anna Dolfin sposò il conte Nicolò Compostella di Sanguinetto determinando il passaggio di proprietà del palazzo a questa famiglia.
Il corposo archivio denominato impropriamente Archivio Dolfin, in realtà riferito alla storia patrimoniale dell'Abbadia del Cerreto, fu donato nel 1994 alla Biblioteca comunale Clara Gallini di Crema. Consta di 112 buste numerate e riordinate nel XIX secolo e raccoglie atti notarili, bolle e diplomi dal XII al XVIII secolo.
L'edificio fu completamente ristrutturato nel 2005; nell'occasione nel cortile fu installato un “parcheggio invisibile”: si tratta di nove sistemi a scomparsa, ognuno in grado di ospitare due automobili per un totale di 18 posti auto.

## Caratteristiche
In fondo al vicolo acciottolato si vede solo una porzione del palazzo, con un portale composto da due pilastri che sostengono un arco ribassato. Poco sopra è murato lo stemma Compostella con epigrafe in marmo che riporta una ricostruzione del 1587 ritenuta non veritiera.